# Лисків
Лискі́в — село в Україні, у Стрийському районі Львівської області. Населення становить 684 особи. Орган місцевого самоврядування — Журавненська селищна рада.
В Лискові є церква св. Архистратига Михаїла (1901), загальноосвітня школа І-ІІІ ступенів, дитячий садок «Сонечко». У 2013 році створено футбольну команду «Лисків».

## Політика

### Парламентські вибори, 2019
На позачергових парламентських виборах 2019 року у селі функціонувала окрема виборча дільниця № 460413, розташована у приміщенні школи.
Результати
- зареєстровано 435 виборців, явка 54,48 %, найбільше голосів віддано за «Слугу народу» — 18,57 %, за партію «Голос» — 17,72 %, за Радикальну партію Олега Ляшка — 14,77 %.[3] В одномандатному окрузі найбільше голосів отримав Олег Канівець (Громадянська позиція) — 37,97 %, за Андрія Кота (самовисування) — 25,32 %, за Андрія Гергерта (Всеукраїнське об'єднання «Свобода») — 9,28 %[4].

## Уродженці
- Віктор Кривцун (1995—2022) — молодший сержант Збройних сил України, учасник російсько-української війни, що загинув під час російського вторгнення в Україну в 2022 році.
- Йосафат Романик (1919—2007) — український греко-католицький священик-василіянин, протоігумен, генеральний вікарій для греко-католиків північної частини Польщі у 1981—1989 рр.
- Ключик Анастасій Антоній (1914—1976) — український греко-католицький священник. Арештований 1946 року за категоричну відмову переходу в православ'я і відправлений на заслання. Після повернення з заслання проживав у Стрию у своїх родичів. Таємно справляв священничі обов'язки. Повторно арештований в 1975 році і «інтернований в психлікарню». Помер в 1976 році, покоїться в Стрию.